# Camptoplites bicornis
Camptoplites bicornis är en mossdjursart som först beskrevs av Busk 1884.  Camptoplites bicornis ingår i släktet Camptoplites och familjen Bugulidae.

## Underarter
Arten delas in i följande underarter:
- C. b. elatior
- C. b. quadravicularis